# Dicymbe stipitata
Dicymbe stipitata är en ärtväxtart som beskrevs av John Macqueen Cowan. Dicymbe stipitata ingår i släktet Dicymbe och familjen ärtväxter. Inga underarter finns listade i Catalogue of Life.